# Osek nad Bečvou
Osek nad Bečvou (in tedesco Ossek) è un comune della Repubblica Ceca facente parte del distretto di Přerov, nella regione di Olomouc.